# Équipe d'Algérie masculine de handball au Championnat du monde 1999
L'équipe d'Algérie masculine de handball au Championnat du monde 1999 participe à ses 7e Championnat du monde lors de cette édition 1999 qui se tient en Égypte du 1er au 15 juin 1999.

## Résultats

### Phase de groupe
L'Algérie évolue dans le Groupe A à Le Caire
| Groupe A (Le Caire) |           |     |   |   |   |   |     |     |      |     |
|                     | Équipe    | Pts | J | G | N | P | BP  | BC  | Diff | Dép |
| 1                   | Espagne   | 10  | 5 | 5 | 0 | 0 | 163 | 101 | 62   |     |
| 2                   | Danemark  | 8   | 5 | 4 | 0 | 1 | 117 | 108 | 9    |     |
| 3                   | Tunisie   | 5   | 5 | 2 | 1 | 2 | 111 | 118 | -7   |     |
| 4                   | Algérie   | 3   | 5 | 1 | 1 | 3 | 106 | 120 | -14  |     |
| 5                   | Maroc     | 3   | 5 | 1 | 1 | 3 | 100 | 117 | -17  |     |
| 6                   | Argentine | 1   | 5 | 0 | 1 | 4 | 96  | 129 | -33  |     |

| 2 juin 21h30 | Espagne  | 34 | 24 | Algérie   |
| 3 juin 21h30 | Danemark | 28 | 18 | Algérie   |
| 4 juin 19h30 | Algérie  | 25 | 16 | Argentine |
| 6 juin 17h30 | Tunisie  | 23 | 20 | Algérie   |
| 7 juin 17h30 | Algérie  | 19 | 19 | Maroc     |

| 2 juin 1999 21:30 CET | Espagne | 34 – 24 | Algérie | Cairo Stadium Hall 1, Le Caire Affluence : 2 000 Arbitrage : Svein Olav Oie, Bjorn Hogsnes |
| 2 juin 1999 21:30 CET | (20–11) |         |         | Cairo Stadium Hall 1, Le Caire Affluence : 2 000 Arbitrage : Svein Olav Oie, Bjorn Hogsnes |
| 2 juin 1999 21:30 CET | Report  |         |         | Cairo Stadium Hall 1, Le Caire Affluence : 2 000 Arbitrage : Svein Olav Oie, Bjorn Hogsnes |

| 3 juin 1999 21:30 CET | Danemark | 28 – 18 | Algérie | Cairo Stadium Hall 1, Le Caire Affluence : 2 000 Arbitrage : Vlado Pendic, Radomir Majstorovic |
| 3 juin 1999 21:30 CET | (12–9)   |         |         | Cairo Stadium Hall 1, Le Caire Affluence : 2 000 Arbitrage : Vlado Pendic, Radomir Majstorovic |
| 3 juin 1999 21:30 CET | Report   |         |         | Cairo Stadium Hall 1, Le Caire Affluence : 2 000 Arbitrage : Vlado Pendic, Radomir Majstorovic |

| 4 juin 1999 19:30 CET | Algérie | 25 – 16 | Argentine | Cairo Stadium Hall 1, Le Caire Affluence : 2 500 Arbitrage : Peter Hansson, Peter Olsson |
| 4 juin 1999 19:30 CET | (11–9)  |         |           | Cairo Stadium Hall 1, Le Caire Affluence : 2 500 Arbitrage : Peter Hansson, Peter Olsson |
| 4 juin 1999 19:30 CET | Report  |         |           | Cairo Stadium Hall 1, Le Caire Affluence : 2 500 Arbitrage : Peter Hansson, Peter Olsson |

| 6 juin 1999 17:30 CET | Tunisie | 23 – 20 | Algérie | Cairo Stadium Hall 1, Le Caire Affluence : 3 000 Arbitrage : Francois Garcia, Jean-Pierre Moreno |
| 6 juin 1999 17:30 CET | (12–10) |         |         | Cairo Stadium Hall 1, Le Caire Affluence : 3 000 Arbitrage : Francois Garcia, Jean-Pierre Moreno |
| 6 juin 1999 17:30 CET | Report  |         |         | Cairo Stadium Hall 1, Le Caire Affluence : 3 000 Arbitrage : Francois Garcia, Jean-Pierre Moreno |

| 7 juin 1999 17:30 CET | Algérie | 19 – 19 | Maroc | Cairo Stadium Hall 1, Le Caire Affluence : 2 000 Arbitrage : Svein Olav Oie, Bjorn Hogsnes |
| 7 juin 1999 17:30 CET | (11–10) |         |       | Cairo Stadium Hall 1, Le Caire Affluence : 2 000 Arbitrage : Svein Olav Oie, Bjorn Hogsnes |
| 7 juin 1999 17:30 CET | Report  |         |       | Cairo Stadium Hall 1, Le Caire Affluence : 2 000 Arbitrage : Svein Olav Oie, Bjorn Hogsnes |

### Huitième de finale
| 9 juin 1999 17:15 CET | Allemagne | 28 – 17 | Algérie | Cairo Stadium Hall 1, Le Caire Affluence : 10 000 Arbitrage : Hansson, Olsson |
| 9 juin 1999 17:15 CET | (14–9)    |         |         | Cairo Stadium Hall 1, Le Caire Affluence : 10 000 Arbitrage : Hansson, Olsson |

## Effectif
| Sélectionneur | Sélectionneur     | Djaffar Belhocine | Djaffar Belhocine | Djaffar Belhocine    |
| N°            | Nom               | Date de naissance | Taille / Poids    | Club                 |
|               |                   |                   |                   |                      |
| 1             | Amar Daoud        | 22 août 1967      | 1,93 m / 90 kg    | Rouiba W.A           |
| 2             | Abdelghani Loukil | 10 juin 1973      | 1,90 m / 82 kg    | MC Alger             |
| 3             | Toufik Zaghdoud   | 23 octobre 1972   | 1,89 m / 87 kg    | MC Alger             |
| 4             | Réda Zeguili      | 7 janvier 1963    | 1,84 m / 88 kg    | MC Alger             |
| 6             | Redouane Saïdi    | 13 mai 1971       | 1,75 m / 82 kg    | Al-Ahli SC (Djeddah) |
| 7             | Sofiane Lamali    | 31 janvier 1974   | 1,88 m / 90 kg    | MC Alger             |
| 8             | Tahar Labane      | 2 septembre 1977  | 1,92 m / 85 kg    | MC Alger             |
| 9             | Hamid Labraoui    | 5 juillet 1972    | 1,90 m / 85 kg    | ?                    |
| 10            | Yazid Akchiche    | 24 février 1973   | 1,87 m / 85 kg    | MC Alger             |
| 12            | Toufik Hakem      | 30 septembre 1972 | 1,85 m / 80 kg    | MC Alger             |
| 13            | Achour Hasni      | 25 février 1972   | 1,90 m / 86 kg    | MC Alger             |
| 15            | Mohamed Bouziane  | 23 avril 1971     | 1,87 m / 87 kg    | ES Sahel             |
| 16            | Samir Helal       | 15 février 1971   | 1,82 m / 76 kg    | MC Alger             |
| 17            | Rabah Graiche     | 26 novembre 1972  | 1,78 m / 80 kg    | MC Alger             |
| 18            | Abdérazak Hamad   | 25 juin 1975      | 1,80 m / 75 kg    | MC Alger             |
| 19            | Lahouari Mellouk  | 15 avril 1974     | 1,80 m / 90 kg    | MC Alger             |

## Qualifications aux Jeux olympiques d'été de 2000

### Tournoi mondial
| Pays    | J | G | N | P | BP | BC | Diff | Pts |
| ------- | - | - | - | - | -- | -- | ---- | --- |
| Tunisie | 1 | 1 | 0 | 0 | 19 | 10 | 9    | 2   |
| Algérie | 1 | 0 | 0 | 1 | 10 | 19 | −9   | 0   |

| 18 octobre 1999                   | Tunisie    | 19 - 10 | Algérie | ?, Cotonou  |             |
| 00:00 · Historique des rencontres |            | (-)     |         | Arbitrage : | Arbitrage : |
| 00:00 · Historique des rencontres | [ rapport] |         |         | Arbitrage : | Arbitrage : |